# Templo de Hierasicamino
Hierasicamino (em grego clássico: Hierasykaminos) ou Maarraca em árabe: المحرقة; romaniz.: al-Maḥarraqa) é um sítio da Baixa Núbia, situado cerca de 120 quilômetros ao sul de Assuã na fronteira sul do Império Romano no Egito. Em 23 a.C., apenas alguns anos depois da conquista do Egito em 30 a.C., os cuxitas do Reino de Meroé lançaram um raide na região da primeira catarata do Nilo. O prefeito do Egito, Caio Petrônio, retaliou e derrotou o exército meroítico invasor e então estacionou uma guarnição romana de 400 soldados em Forte Ibrim. Após algumas negociações, uma fronteira permanente entre Meroé e o Egito foi estabelecida em Hierasicamino.

## Templo de Serápis e Ísis
O templo, dedicado aos deuses egípcios Ísis e Serápis, foi realocado em meados dos anos 60 devido ao projeto da barragem de Assuã. O templo não pode ser atribuído com segurança ao reinado de nenhum imperador, uma vez que nunca foi totalmente concluído nem inscrito, mas como se sabe que a construção de templos na Núbia declinou após Augusto (r. 27 a.C.–14 d.C.), o templo pode ser datado de seu reinado. A única parte que foi concluída "era uma quadra de 13,56 x 15,69 metros cercada em três lados por colunas". Apresenta uma escada espiral sinuosa num canto da quadra, que levava ao seu telhado.
Seu deslocamento ocorreu em 1961 sob supervisão do Serviço Egípcio de Antiguidades. Foi subsequentemente reconstruído junto ao Templo de Daca em 1966 na Nova Uádi Sebua, que fica apenas 4 quilômetros da localização original de Uádi Sebua. Segundo Christine Hobson: "Um pouco ao norte de Amada agora estão os templos de Uádi Sebua (construídos por Ramessés II), Daca e Maarraca."